# Bondeni (Hai)
Bondeni è una circoscrizione urbana (urban ward) della Tanzania situata nel distretto di Hai, regione del Kilimangiaro. Conta una popolazione di 16 182 abitanti (censimento 2022).